# Axel Lindén
Axel Lindén, född 1972, är en svensk författare. Han har skrivit tre böcker om fårskötsel, skogsbruk och hästskötsel. År 2020 tilldelades Lindén Aftonbladets litteraturpris för boken Tillstånd. Han erhöll år 2023 Samfundet De Nios julpris. Lindén har en doktorsexamen i litteratur från Uppsala universitet.